# Natasja Clausen
Natasja Lemming Clausen (født d. 19. april 1992 i Rødovre) er en dansk håndboldspiller, der spiller for HØJ Elite i 1. division.
Hun kom til klubben i 2023 på en 2-årig aftale. Fra 2019 til 2021 spillede hun for Ajax København. Fra 2019 til 2021 spillede hun for Nykøbing Falster Håndboldklub. Hun har tidligere optrådt for Lyngby HK og Ringkøbing Håndbold.
I 2024-25 sæsonen rykkede hun op fra 1. division med HØJ Elite.
Hun har flere U-landsholdskampe på CV'et.